# Iruña de Oca
Iruña de Oca (bask. Iruña Oka) – gmina w Hiszpanii, w prowincji Álava, w Kraju Basków, o powierzchni 53,25 km². W 2011 roku gmina liczyła 3072 mieszkańców.